# Atletica leggera ai Giochi della IX Olimpiade - 1500 metri piani
La competizione dei 1500 metri piani di atletica leggera ai Giochi della IX Olimpiade si tenne i giorni dal 1° al 2 agosto 1928 allo Stadio Olimpico di Amsterdam.

## L'eccellenza mondiale
| Primatista mondiale ed europeo | 3'51"0 1926 | Otto Peltzer     | Presente |
| Primatista stagionale          | 3'52"2      | Jules Ladoumégue | Presente |

1. ↑  Fino al 31 luglio.

## Risultati

### Turni eliminatori
| 6 Batterie | 1º agosto | 44 iscritti    | Si qualificano i primi 2. |
| Finale     | 2 agosto  | 12 concorrenti |                           |

### Batterie
| Pos. | Concorrente    | Nazione        | Tempo  |
| ---- | -------------- | -------------- | ------ |
| 1    | Hans Wichmann  | Germania       | 4'03"0 |
| 2    | Adolf Kittel   | Cecoslovacchia |        |
| 3    | József Marton  | Ungheria       |        |
| 4    | Luigi Beccali  | Italia         |        |
| 5    | Guus Zeegers   | Paesi Bassi    |        |
| 6    | George Hyde    | Australia      |        |
| 7    | Józef Jaworski | Polonia        | 4'14"0 |
| 8    | Séra Martin    | Francia        |        |

| Pos. | Concorrente      | Nazione     | Tempo  |
| ---- | ---------------- | ----------- | ------ |
| 1    | Herbert Böcher   | Germania    | 3'59"6 |
| 2    | William Whyte    | Australia   | 3'59"9 |
| 3    | Armas Kinnunen   | Finlandia   | 4'01"5 |
| 4    | Albert Larsen    | Danimarca   | 4'01"5 |
| 5    | Reidar Jørgensen | Norvegia    | 4'01"6 |
| 6    | Jack Walter      | Canada      |        |
| -    | Frédéric du Hen  | Paesi Bassi | Rit.   |
| -    | Gyula Belloni    | Ungheria    | Rit.   |
| -    | Lloyd Hahn       | Stati Uniti | Rit.   |

| Pos. | Concorrente      | Nazione        | Tempo  |
| ---- | ---------------- | -------------- | ------ |
| 1    | Eino Purje       | Finlandia      | 4'00"8 |
| 2    | Jules Ladoumègue | Francia        |        |
| 3    | Stanley Ashbey   | Gran Bretagna  |        |
| 4    | Vilém Šindler    | Cecoslovacchia |        |
| 5    | Serafín Dengra   | Argentina      |        |
| 6    | Luka Predanić    | Jugoslavia     | 4'27"0 |
| 7    | Pete Walter      | Canada         |        |
| 8    | Jan Zeegers      | Paesi Bassi    |        |

| Pos. | Concorrente      | Nazione       | Tempo  |
| ---- | ---------------- | ------------- | ------ |
| 1    | Paul Martin      | Svizzera      | 4'00"8 |
| 2    | Harry Larva      | Finlandia     | 4'02"0 |
| 3    | Reg Thomas       | Gran Bretagna |        |
| 4    | David Griffin    | Canada        |        |
| 5    | Leopoldo Ledesma | Argentina     |        |
| -    | Sid Robinson     | Stati Uniti   | Rit.   |

| Pos. | Concorrente   | Nazione       | Tempo  |
| ---- | ------------- | ------------- | ------ |
| 1    | Ray Conger    | Stati Uniti   | 4'02"6 |
| 2    | Jean Keller   | Francia       | 4'02"7 |
| 3    | Edvin Wide    | Svezia        |        |
| 4    | Otto Peltzer  | Germania      |        |
| 5    | Alex Docherty | Canada        |        |
| 6    | Douglas Bell  | Gran Bretagna |        |

| Pos. | Concorrente    | Nazione       | Tempo  |
| ---- | -------------- | ------------- | ------ |
| 1    | Cyril Ellis    | Gran Bretagna | 4'01"8 |
| 2    | H.-H. Krause   | Germania      |        |
| 3    | Nick Carter    | Stati Uniti   |        |
| 4    | Leo Helgas     | Finlandia     | 4'06"0 |
| 5    | Danie Jacobs   | Sudafrica     |        |
| 6    | Czesław Foryś  | Polonia       | 4'11"5 |
| 7    | Wilhelm Effern | Paesi Bassi   |        |

### Finale
Il favorito è il francese Ladoumègue. Ma il finnico Larva, vincitore delle selezioni del proprio Paese in 3'52"6, lo beffa con una volata ben sostenuta nel rettilineo finale superandolo di un'incollatura a 20 metri dal traguardo.
È ufficializzato solo il tempo del primo classificato.
| Pos.    | Atleta              | Età | Nazione        | Tempo ufficiale | Tempo ufficioso |
| ------- | ------------------- | --- | -------------- | --------------- | --------------- |
| Oro     | Harry Larva         | 22  | Finlandia      | 3'53"2          |                 |
| Argento | Jules Ladoumègue    | 22  | Francia        |                 | 3'53"8          |
| Bronzo  | Eino Purje          | 28  | Finlandia      |                 | 3'56"4          |
| 4       | Hans Wichmann       | 23  | Germania       |                 | 3'56"8          |
| 5       | Cyril Ellis         | 24  | Gran Bretagna  |                 | 3'57"6          |
| 6       | Paul Martin         | 27  | Svizzera       |                 | 3'58"4          |
| 7       | Hans-Helmuth Krause | 23  | Germania       |                 | 3'59"0          |
| 8       | Adolf Kittel        | 26  | Cecoslovacchia |                 | 4'00"4          |
| 9       | William Whyte       | 25  | Australia      |                 | 4'00"4          |
| 10      | Ray Conger          | 24  | Stati Uniti    | n/d             | n/d             |
| 11      | Jean Keller         | 23  | Francia        | n/d             | n/d             |
| -       | Herbert Böcher      | 25  | Germania       | Ritirato        | Ritirato        |